# Arrondissement Thuin
Het arrondissement Thuin is een van de zeven arrondissementen van de provincie Henegouwen. Het arrondissement heeft een oppervlakte van 780,08 km² en telde 92.646 inwoners op 1 januari 2025.
Het arrondissement is enkel een bestuurlijk arrondissement. Gerechtelijk behoort dit tot het gerechtelijk arrondissement Henegouwen.

## Geschiedenis
Het arrondissement Thuin ontstond in 1818 door de samenvoeging van de kantons Beaumont, Binche, Chimay, Merbes-le-Château en Thuin uit het arrondissement Charleroi.
In 1977 werd de toenmalige opgeheven gemeente Haine-Saint-Pierre afgestaan aan het arrondissement Zinnik en werden Bray, Péronnes, Estinnes-au-Val en Vellereille-le-Sec aangehecht van datzelfde arrondissement.
In 2019 werden de gemeenten Binche, Estinnes en Morlanwelz afgestaan aan het nieuw gevormde arrondissement La Louvière.

## Gemeenten en deelgemeenten
Gemeenten:
| - Anderlues - Beaumont (stad) - Chimay (stad) - Erquelinnes - Froidchapelle - Ham-sur-Heure-Nalinnes |

| - Lobbes - Merbes-le-Château - Momignies - Sivry-Rance - Thuin (stad) |

Deelgemeenten:
| - Anderlues - Baileux - Bailièvre - Barbençon - Beaumont - Beauwelz - Bersillies-l'Abbaye - Bienne-lez-Happart - Biercée - Biesme-sous-Thuin - Bourlers - Boussu-lez-Walcourt - Chimay - Cour-sur-Heure - Donstiennes - Erpion - Erquelinnes - Fontaine-Valmont - Forge-Philippe - Forges - Fourbechies - Froidchapelle - Gozée |

| - Grand-Reng - Grandrieu - Ham-sur-Heure - Hantes-Wihéries - Jamioulx - Labuissière - Leers-et-Fosteau - L'Escaillère - Leugnies - Leval-Chaudeville - Lobbes - Lompret - Macon - Macquenoise - Marbaix-la-Tour - Merbes-le-Château - Merbes-Sainte-Marie - Momignies - Monceau-Imbrechies - Montbliart - Montignies-Saint-Christophe - Mont-Sainte-Geneviève |

| - Nalinnes - Ragnies - Rance - Renlies - Rièzes - Robechies - Saint-Remy - Salles - Sars-la-Buissière - Sautin - Seloignes - Sivry - Solre-Saint-Géry - Solre-sur-Sambre - Strée - Thirimont - Thuillies - Thuin - Vaulx - Vergnies - Villers-la-Tour - Virelles |

## Demografische evolutie
- Bron: NIS - Opm: 1830 t/m 1980=volkstellingen; vanaf 1990= inwoneraantal per 1 januari
- Bron: De terugval van het aantal inwoners in 2020 t.o.v. 2010 is te wijten aan de overheveling op 1 januari 2019 van de gemeenten Binche, Estinnes en Morlanwelz van het arrondissement Thuin naar het nieuw opgerichte arrondissement La Louvière.

| Inwoners van jaar tot jaar op 1 januari 1992 tot heden | Inwoners van jaar tot jaar op 1 januari 1992 tot heden | Inwoners van jaar tot jaar op 1 januari 1992 tot heden | Inwoners van jaar tot jaar op 1 januari 1992 tot heden |
| Jaar                                                   | Aantal                                                 | Evolutie: 1992=index 100                               | Evolutie: 2019=index 100                               |
| ------------------------------------------------------ | ------------------------------------------------------ | ------------------------------------------------------ | ------------------------------------------------------ |
| 1992                                                   | 144.033                                                | 100,0                                                  |                                                        |
| 1993                                                   | 144.666                                                | 100,4                                                  |                                                        |
| 1994                                                   | 145.090                                                | 100,7                                                  |                                                        |
| 1995                                                   | 145.425                                                | 101,0                                                  |                                                        |
| 1996                                                   | 145.384                                                | 100,9                                                  |                                                        |
| 1997                                                   | 145.578                                                | 101,1                                                  |                                                        |
| 1998                                                   | 145.841                                                | 101,3                                                  |                                                        |
| 1999                                                   | 145.919                                                | 101,3                                                  |                                                        |
| 2000                                                   | 146.086                                                | 101,4                                                  |                                                        |
| 2001                                                   | 146.253                                                | 101,5                                                  |                                                        |
| 2002                                                   | 146.246                                                | 101,7                                                  |                                                        |
| 2003                                                   | 146.212                                                | 101,5                                                  |                                                        |
| 2004                                                   | 146.211                                                | 101,5                                                  |                                                        |
| 2005                                                   | 146.627                                                | 101,8                                                  |                                                        |
| 2006                                                   | 146.977                                                | 102,0                                                  |                                                        |
| 2007                                                   | 147.475                                                | 102,4                                                  |                                                        |
| 2008                                                   | 148.180                                                | 102,9                                                  |                                                        |
| 2009                                                   | 148.558                                                | 103,1                                                  |                                                        |
| 2010                                                   | 149.082                                                | 103,5                                                  |                                                        |
| 2011                                                   | 149.801                                                | 104,0                                                  |                                                        |
| 2012                                                   | 150.406                                                | 104,4                                                  |                                                        |
| 2013                                                   | 150.762                                                | 104,7                                                  |                                                        |
| 2014                                                   | 150.991                                                | 104,8                                                  |                                                        |
| 2015                                                   | 151.115                                                | 104,9                                                  |                                                        |
| 2016                                                   | 151.209                                                | 105,0                                                  |                                                        |
| 2017                                                   | 151.699                                                | 105,3                                                  |                                                        |
| 2018                                                   | 151.912                                                | 105,5                                                  |                                                        |
| 2019                                                   | 91.678                                                 | 63,7                                                   | 100,0                                                  |
| 2020                                                   | 91.725                                                 | 63,7                                                   | 100,1                                                  |
| 2021                                                   | 91.859                                                 | 63,8                                                   | 100,2                                                  |
| 2022                                                   | 92.430                                                 | 64,2                                                   | 100,8                                                  |
| 2023                                                   | 92.609                                                 | 64,3                                                   | 101,0                                                  |
| 2024                                                   | 92.684                                                 | 64,3                                                   | 101,1                                                  |
| 2025                                                   | 92.646                                                 | 64,3                                                   | 101,1                                                  |

Aalst · Aarlen · Aat · Antwerpen · Bastenaken · Bergen · Borgworm · Brugge · Brussel-Hoofdstad · Charleroi · Dendermonde · Diksmuide · Dinant · Doornik-Moeskroen · Eeklo · Gent · Halle-Vilvoorde · Hasselt · Hoei · Ieper · Kortrijk · La Louvière · Leuven · Luik · Maaseik · Marche-en-Famenne · Mechelen · Namen · Neufchâteau · Nijvel · Oostende · Oudenaarde · Philippeville · Roeselare · Sint-Niklaas · Thuin · Tielt · Tongeren · Turnhout · Verviers · Veurne · Virton · Zinnik